# Copenhagen Pride
Copenhagen Pride er en LGBT- og menneskerettighedsfestival, der afholdes hvert år i august i København. Det er den ældste og største danske pride. Festivalen varer typisk en uges tid og kulminerer om lørdagen med en parade. Fra 2009 - med undtagelse af corona-året 2020 og WorldPride-året 2021 - har paraden gået ruten fra Frederiksberg Rådhus til Københavns Rådhusplads og markerer afslutningen af festivalen. I 2019 var der omtrent 35.000 deltagere i paraden, og det blev skønnet, at op mod 300,000 mennesker var på gaden for at opleve den. I 2021 var København vært for årets World Pride, og mere end 100.000 mennesker deltog i aktiviteterne det år.

## Historie
Allerede i begyndelsen af 1970'erne blev der afholdt mindre pride-arrangementer i København. Copenhagen Pride begyndte i 1996, da København var Europæisk Kulturby og hjemsted for årets Europride. Fra 1998 kaldtes festivalen Mermaid Pride, og i 2004 skiftede den navn til Copenhagen Pride. Fra 1999 blev Priden flyttet fra juni til august. I 2001 var der en episode, hvor nogle unge rødder kastede med sten efter priden, som den gik ned ad Nørrebrogade, det blev løst med dialog mellem Pride-arrangører, politiet og drengenes forældre. I 2009 voksede priden sig endnu større i anledning af World Outgames med sport, kultur og konference.

### Winter Pride
I februar 2015 blev den første Copenhagen Winter Pride afholdt, og det er sidenhen blev til en årlig tradition. Fokus under Winter Pride er at komme hinanden nær indendøre, og programmet byder på en lang række debatter, foredrag og aktiviteter, som giver LGBTQIA+-miljøet mulighed for at mødes og socialisere. Traditionelt set er ugen blevet rundet af med en fest i Pumpehuset, men i 2020 blev festen for første gang arrangeret af de to fest-koncepter FAMiLiA og EURYDICE, som begge havde rødder i LGBTQIA+-miljøet.

### Ruten
Den første københavnske pride fandt sted lørdag d. 29. juni 1996 med start kl. 20 og var samtidig den fælleseuropæiske Europride. Den gik fra Frederiksberg Runddel ad Frederiksberg Allé og Vesterbrogade og sluttede på Rådhuspladsen.
I 1997 var der ikke noget pride-optog, men i stedet arrangerede den nystiftede forening Mermaid Pride en stationær kulturfestival i Ørstedsparken.
Fra 1998 til 2000 var pridens start ved Landbohøjskolen på Frederiksberg, hvorfra den gik ad Falkoner Allé, Frederiksberg Allé og Vesterbrogade over H.C. Andersens Boulevard og Stormgade til Christiansborg Slotsplads.
I 2001 flyttede priden til Nørrebro, hvor den d. 18. august kl. 14 startede på Borgmestervangen ved Nørrebro Station og gik ned ad Nørrebrogade, over Dronning Louises Bro, ad Nørre Søgade og Gyldenløvesgade, over Jarmers Plads til Rådhuspladsen. På Nørrebrogade blev der to gange kastet sten mod optoget, men politiet fik det hurtigt stoppet.
I 2002 gik priden samme rute som året før.
I 2003-2005 blev startstedet flyttet til parkeringspladsen ved Nørrebrohallen for at få plads til de stadig flere vogne i optoget, men ruten var ellers den samme.
I 2006 ville man prøve noget nyt, og derfor startede priden ved Nordre Toldbod, gik ad Esplanaden, over Kongens Nytorv og endte på Rådhuspladsen.
Den nye rute var dog en begrænset succes, så i 2007 vendte priden tilbage til den tidligere rute fra Nørrebrohallen. Den samme rute blev anvendt i 2008.
I 2009 skulle World Outgames holdes i København, og derfor var priden meget større end tidligere. Samtidig var arbejdet med Den Røde Plads gået i gang, så der ikke var plads til de mange vogne. Derfor startede priden i stedet ved Frederiksberg Rådhus, hvorfra den gik ad Falkoner Allé og Jagtvej og herfra slog ind på den tidligere rute ad Nørrebrogade og endte på Rådhuspladsen.
I 2010 var ruten stort set som i 2009, dog var renoveringen af Nørreport Station begyndt og gav vanskeligheder, så man i stedet for at gå ad Frederiksborggade forbi Nørreport station gik ad Vendersgade. 
I 2011 startede man igen fra Frederiksberg Rådhus, men derudover valgte man at lægge ruten helt om, så man gik ad Allégade, Pile Allé og Vesterbrogade indtil Tivoli, hvor man drejede til venstre ad Hammerichsgade, krydsede Jarmers Plads og herefter fulgte Vester Voldgade til Rådhuspladsen.
Samme rute blev anvendt i årene 2012–2016.
I 2017 var der vejarbejde på ydre dele af Vesterbrogade, så derfor drejede optoget fra Allégade ned ad Frederiksberg Allé (i stedet for Pile Allé), men fra Sankt Thomas Plads gik optoget igen ud på Vesterbrogade og fortsatte af samme rute som de tidligere år.
Den nye rute ad den brede Frederiksberg Allé blev populær og blev brugt også ved optogene i 2018 og 2019.
I 2020 var pride-paraden aflyst pga. corona-pandemien. 
Ved World Pride i 2021 var der stadig corona-relaterede restriktioner. En åbningsparade fandt sted i Malmø. Til den store parade som afslutning på WorldPride var der seks forskellige ruter, som alle endte i Fælledparken, hvor WorldPrides lukkeceremonier fandt sted med adgang for deltagere, der var  registrerede på forhånd og havde gyldigt coronapas. Ruterne gik fra hhv. Israels Plads, Københavns Rådhusplads (WorldPride Square), Højbro Plads, Churchillparken, Svanemøllen station og Nørrebro ved Den Sorte Plads.
Paraderuten 2022-25 var ligesom 2017-19 fra Frederiksberg Rådhus ad Pile Allé, Frederiksberg Allé, Vesterbrogade og Hammerichsgade til Københavns Rådhusplads.

### Happy Copenhagen
I 2015 blev organisationen Happy Copenhagen stiftet i et samarbejde mellem Copenhagen Pride og Pan Idræt. Happy Copenhagen blev stiftet med det formål, at bringe EuroGames og World Pride til København i 2021 som et "mega-event" med titlen Copenhagen 2021. I juni 2019 blev stafetten overrakt til Copenhagen Pride under World Pride i New York.
Eventet blev en kombination af Pride, menneskerettigheder, kultur, og sport og omfattede både hovedstadsområdet og Malmø. Projektet var støttet af Københavns Kommune og Region Hovedstaden.

## Forpersoner
- 1994 Joakim Larsen
- 1995–96 talspersoner: Alis Engberg & Michael Nord
- 1999: Alis Engberg
- 2000: Stine Ringvig
- 2001: Klaus Bondam
- 2002: Helle Cobold/John Møgelvang
- 2003 - 2004: John Bertelsen
- 2004 - 2006: Thomas Bilgram
- 2007: Morten Hougaard
- 2008: Martin Fønss Dufke
- 2008 - 2013: Ole Santos
- 2013 - 2021: Lars Henriksen
- 2021 - 2024: Politisk forperson Lars Henriksen og organisatorisk forperson Benjamin Hansen
- Fra 2024: Benjamin Hansen

## Værter
Værter for forskellige shows i løbet af Pride-ugen.
- 2007: Audrey Castañeda[11]
- 2008: Audrey Castañeda[11]
- 2009: Audrey Castañeda, Dan Rachlin[11], Jim Lyngvild[12]
- 2010: Jim Lyngvild[12]
- 2011: Jim Lyngvild[12], Julie Berthelsen[13]
- 2012: Jim Lyngvild[12], Julie Berthelsen[14]
- 2013: Camilla Ottesen[12], Raz, Michael Carøe, Bill Holmberg[15]
- 2014: Christian Vincent[16], Glamboy P (Patrick Spiegelberg), Megan Moore, Christina Bjørn[17]
- 2015: Winter Pride: Glamboy P (Patrick Spiegelberg), Megan Moore[18]
- 2015: Patrick Spiegelberg, Megan Moore, Christina Bjørn
- 2016: Ole Henriksen[19][20]
- 2017: Sofie Linde
- 2018: Abdel Aziz Mahmoud
- 2019: Sara Bro
- 2020: Veninderne, Megan Moore og May Lifschitz

## Officielle Pride-sange
Pride-sangen er en sang, der hvert år fra 2009-2016 er udvalgt til at repræsentere Copenhagen Pride.
- 2009: Arnar Thor Vidarsson – "Pride"[21][22]
- 2010: Annikafiore – "Forbidden Love"[23]
- 2011: Hera Björk – "Feel the Love Tonight"[24]
- 2012: Claus Nors feat. Julie Berthelsen – "Movin' to the Groovin'"[14]
- 2013: Army of Lovers – "Crucified (2013)"[25]
- 2014: Lucaléy – "Dance To The Drum Of Our Hearts"[26]
- 2015: Patrick Spiegelberg – "Dig og mig mod verden"[27]
- 2016: Jonas Hedquist – "Survivors"[28]

## Optrædende
Musikere og andre optrædende, der har optrådt i forskellige shows af Copenhagen Pride:
- 2010: Vengaboys, Patrick Spiegelberg, Ida Corr, Great Garlic Girls, AnnikaFiore, Matilde, RebeccaMaria, Katrine Brøndsted, Karen, Thomas Holm, Silas & Kat, Camille Jones, Apollo, Rune RK, Dan Rachlin[29]
- 2011: Laust Sonne, Rasmus Walther, Hera Björk, Electric Lady Lab, Erann DD, Joey Moe, Cecilie Fleur, Rune RK, CVlara Sofie, Morten Breum, Xander, Sarah, Nicoline Toft, Rasmus Thude, Alexander Brown, Morten Hampenberg og Yepha[13]
- 2012: Hera Björk, Infernal-duoen Paw & Lina, Rune RK, Jean von Baden, Rosa Lux, Alberte og Josefine Winding, George Michael Jam[30]
- 2013: Army of Lovers, Hera Björk, Emmelie de Forest, BLITZKIDS mvt., Le Freak, Zahra, Shila Mariposa + DJ Kelde, Unico feat. Nanamarie, Lynx & Pico feat. Glamboy P (Patrick Spiegelberg), Martin Kundsen, Kat Stephie Holst & DJ Kende, David Jay, 8Ball feat. Gustav, Michael Carøe, Juanna ft. DanyComaro, DeeJay Mikael Costa, A Friend in London[15]
- 2014: DJ Tonny Liljenberg, Thomas Buttenschøn, Lucaléy, Sada Vidoo, World of Girls, Garek, Mettro, Silje Svea og Lynx, Our Lady J, Basim, Zindy, Sassa, Holestar, Campari Camping, Luux, Cisilia, Hector Lopez, Sy Lee, Annella Zarina Luckcrown, Scarletta Jackson, Miss Divet, Glamboy P (Patrick Spiegelberg), Megan Moore, Pink Pistols, Hvide Løgne, Chili Goes Chili, Fjer, Amanda Wium, Freja Kirk, Tek Yon, DJ Mai Schaarup, Conchita Wurst[31]
- 2015 Winter Pride: Glamboy P (Patrick Spiegelberg), DJ Tonny Liljenberg, Betty Bronx[32], Christina Chanée, Harley Queen
- 2015: Thomaz, Rickard Söderberg, Magnus Carlsson, Anna Book,[33] Silje Svea & Lynx, Jonas Hedqvist, Ida Corr, Dj Dragdaddy & The C.U.N.T. Collective, Clara Sofie, Patrick Spiegelberg, Campari Camping, Thomas Madvig & Simon Witzansky, Borneland - live, Megan Moore, Steed Lord, Bronx & Ashibah, MNEK, DJ Robin Skouteris[34], Lighthouse X, O’HARA feat. Ramona Macho, Danny Polaris, Scarlette, Royal Feet Factory, Vinnie Who, Glitter Boys vs. Witzansky[35]
- 2016: Big Dipper Band, Lighthouse X, Anne Herdorf, Signe Spang Colding, Lise Haavik, Susanne Overgaard, Karina Willumsen, Opus Pokus, Jonas Rosé, Efter Festen, Erika Kulnys, Danny Polaris, Amanda Wium, David Lavi, Fallulah, Alex Palmeiri, Megan Moore, Alaska Thunderfuck, DJ Hansell, Leyva, Jonas Hedqvist, Madlick, Lux & Witzansky, Bjørnskov, Dragdaddy & The C.U.N.T, Collective, Mendoza, Kings of the Universe.
- 2017: Big Dipper Band, Sanne Amanda Sommer, We Do Madonna, Me Jane, Sam & Sky, Kuuk, Nils Bech, Cloudbusting, Sada Vidoo, Rest in Beats, Bryan Rice, Shelly & Rotem, Royal Feet Factory, Nabiha, DJ Undress, Katya Zamolodchikova, DJ Gul, Thanks, Aliium, Ida Kudo, DJ Entree, Tinus, Disturbing Business, Aura, Anja Nissen, Oharasound & Ramona Macho, DJs Witzansky & Madvig, Malte, Dragdaddy and the C.U.N.T Collective, Peaches, DJ Robin Skouteris
- 2018: Big Dipper Band, Me Jane, Silas Holst & The Flamingo Orchestra, Annie Heger, Sigmund, Feel Freeze, Theo X, Jeanett Albeck, Ramona Macho & Rosa Lux, Anne Linnet, DJ Wonderboy CPH, Megan Moore, Glitter Boys, DJ Gul, Lucas, Moody, Housefrau, Ivy, Iris Gold, Jonezy, Ida Corr, Kill J, L.I.G.A, Attention Whores, Mendoza, Zebra Katz, Robin Skouteris
- 2019: Stockmann Stage, Birthe Kjær & Feel Good Band, Hvide Løgne, David Bowie Tribute, Karina Willumsen, Jonas Hedquist, Kristian Kjærlund feat Anne Rani, Lydmor, Neigh, Tina Dickow, DJ Wonderboy CPH, Vivacious, DJ Gul, Lydia, Carlos & Selma, Elba, Betty Bitschlap, DJ Nah Care, Rebecca Lou, Hoison Bascoe, Yakuza, Bronx & Ashibah, Infernal, Robin Skouteris